# Herjangen
Herjangen est une localité du comté de Nordland, en Norvège.

## Géographie
Administrativement, Herjangen fait partie de la kommune de Narvik.